# Tiger Cup 1998
La Tiger Cup 1998 fu la seconda edizione del campionato dell'ASEAN di calcio. Fu ospitata dal Vietnam dal 26 agosto al 5 settembre. Parteciparono 8 nazionali. Le prime quattro nazionali della Tiger Cup 1996 furono qualificate automaticamente per questa edizione.

## Controversie
Il torneo fu macchiato da un incontro antisportivo tra la Thailandia e l'Indonesia nella fase a gironi. Entrambe le squadre si erano già assicurate la qualificazione alle semifinali, ma entrambe sapevano che la vincitrice dell'incontro avrebbe affrontato nel turno successivo il Vietnam, nazione ospitante, mentre la perdente avrebbe incontrato Singapore, sulla carta un avversario più abbordabile, e avrebbe, inoltre, evitato di dover spostare la base di allenamento della squadra da Ho Chi Minh a Hanoi per le semifinali.
Il primo tempo fu caratterizzato da poche azioni, con entrambe le squadre poco interessate a segnare. Nel secondo tempo entrambe le squadre riuscirono a segnare, in parte grazie all'indifferenza delle difese, portando il risultato sul 2-2 dopo 90 minuti. Durante i minuti di recupero, nonostante due difensori thailandesi avessero provato a fermarlo, il difensore indonesiano Mursyid Effendi segnò deliberatamente un autogol, dando alla Thailandia la vittoria per 3–2. La FIFA multò entrambe le squadre di 40.000 dollari per "aver violato lo spirito del gioco", mentre Mursyid Effendi fu squalificato dal calcio nazionale per un anno e dal calcio internazionale a vita.
Nelle semifinali, la Thailandia perse contro il Vietnam, e l'Indonesia perse contro Singapore. In finale, il titolo sfuggì alla nazionale di casa, che inaspettatamente perse 1–0 contro Singapore in uno dei più grandi shock della competizione fino a oggi.

## Qualificate
Qualificate automaticamente
- Indonesia
- Malaysia
- Thailandia
- Vietnam

Dal torneo di qualificazione
- Birmania
- Singapore
- Laos
- Filippine

## Primo turno

### Gruppo A
| squadra    | P.ti | G | V | N | P | GF | GS | DR |
| ---------- | ---- | - | - | - | - | -- | -- | -- |
| Thailandia | 7    | 3 | 2 | 1 | 0 | 7  | 4  | +3 |
| Indonesia  | 6    | 3 | 2 | 0 | 1 | 11 | 5  | +6 |
| Birmania   | 4    | 3 | 1 | 1 | 1 | 8  | 9  | -1 |
| Filippine  | 0    | 3 | 0 | 0 | 3 | 3  | 11 | -8 |

| Ho Chi Minh 27 agosto 1998                                                                | Indonesia | 3 – 0 | Filippine | Thống Nhất Stadium (15000 spett.) |
| \| \| \| \| \| Widodo Putro 15’ Bima Sakti 42’ (rig.) Uston Nawawi 65’ \| Marcatori \| \| |           |       |           |                                   |
|                                                                                           |           |       |           |                                   |
| Widodo Putro 15’ Bima Sakti 42’ (rig.) Uston Nawawi 65’                                   | Marcatori |       |           |                                   |

| Ho Chi Minh 27 agosto 1998                                             | Thailandia | 1 – 1          | Birmania | Thống Nhất Stadium (15000 spett.) |
| \| \| \| \| \| Worrawoot Srimaka 15’ \| Marcatori \| 65’ Aung Khine \| |            |                |          |                                   |
|                                                                        |            |                |          |                                   |
| Worrawoot Srimaka 15’                                                  | Marcatori  | 65’ Aung Khine |          |                                   |

| Ho Chi Minh 29 agosto 1998 | Thailandia | 3 – 1                      | Filippine | Thống Nhất Stadium (15000 spett.) |
| \| \| \| \| \| Worrawoot Srimaka 21’ Kritsada Piandit 57’ Kiarung Threjagsang 85’ \| Marcatori \| 30’ Alfredo Razón González \| |            |                            |           |                                   |
| |            |                            |           |                                   |
| Worrawoot Srimaka 21’ Kritsada Piandit 57’ Kiarung Threjagsang 85’                                                              | Marcatori  | 30’ Alfredo Razón González |           |                                   |

| Ho Chi Minh 29 agosto 1998 | Indonesia | 6 – 2                        | Birmania | Thống Nhất Stadium (15000 spett.) |
| \| \| \| \| \| Aji Santoso 15’ (rig.) Widodo Putro 30’ Min Aung 39’ (aut.) Bima Sakti 54’ Miro Baldo Bento 75’ (rig.) Min Thu 77’ (aut.) \| Marcatori \| 1’ 85’ (rig.) Myo Hlaing Win \| |           |                              |          |                                   |
| |           |                              |          |                                   |
| Aji Santoso 15’ (rig.) Widodo Putro 30’ Min Aung 39’ (aut.) Bima Sakti 54’ Miro Baldo Bento 75’ (rig.) Min Thu 77’ (aut.)                                                                | Marcatori | 1’ 85’ (rig.) Myo Hlaing Win |          |                                   |

| Ho Chi Minh 31 agosto 1998                                                                                               | Birmania  | 5 – 2                          | Filippine | Thống Nhất Stadium (12000 spett.) |
| \| \| \| \| \| Win Htike 21’ Myo Hlaing Win 43’ 85’ Aung Khine 78’ 80’ \| Marcatori \| 25’ 30’ Alfredo Razón González \| |           |                                |           |                                   |
| |           |                                |           |                                   |
| Win Htike 21’ Myo Hlaing Win 43’ 85’ Aung Khine 78’ 80’                                                                  | Marcatori | 25’ 30’ Alfredo Razón González |           |                                   |

| Ho Chi Minh 31 agosto 1998 | Thailandia | 3 – 2                                | Indonesia | Thống Nhất Stadium (5000 spett.) |
| \| \| \| \| \| Kritsada Piandit 62’ Therdsak Chaiman 86’ Mursyid Effendi 90’ (aut.) \| Marcatori \| 52’ Miro Baldo Bento 84’ Aji Santoso \| |            |                                      |           |                                  |
| |            |                                      |           |                                  |
| Kritsada Piandit 62’ Therdsak Chaiman 86’ Mursyid Effendi 90’ (aut.)                                                                        | Marcatori  | 52’ Miro Baldo Bento 84’ Aji Santoso |           |                                  |

### Gruppo B
| squadra   | P.ti | G | V | N | P | GF | GS | DR |
| --------- | ---- | - | - | - | - | -- | -- | -- |
| Singapore | 7    | 3 | 2 | 1 | 0 | 6  | 1  | +5 |
| Vietnam   | 7    | 3 | 2 | 1 | 0 | 5  | 1  | +4 |
| Malaysia  | 1    | 3 | 0 | 1 | 2 | 0  | 3  | -3 |
| Laos      | 1    | 3 | 0 | 1 | 2 | 2  | 8  | -6 |

| Hanoi 26 agosto 1998                                                       | Malaysia  | 0 – 2                                    | Singapore | San Hanoi Stadium (5000 spett.) |
| \| \| \| \| \| \| Marcatori \| 17’ Rafi Ali 42’ Ahmad Latiff Kamaruddin \| |           |                                          |           |                                 |
|                                                                            |           |                                          |           |                                 |
|                                                                            | Marcatori | 17’ Rafi Ali 42’ Ahmad Latiff Kamaruddin |           |                                 |

| Hanoi 26 agosto 1998 | Vietnam   | 4 – 1                      | Laos | San Hanoi Stadium (20000 spett.) |
| \| \| \| \| \| Nguyen Hong Son 30’ Nguyen Van Sy 43’ Lê Huỳnh Đức 85’ 90’ \| Marcatori \| 55’ Channiphone Keolakhone \| |           |                            |      |                                  |
| |           |                            |      |                                  |
| Nguyen Hong Son 30’ Nguyen Van Sy 43’ Lê Huỳnh Đức 85’ 90’                                                              | Marcatori | 55’ Channiphone Keolakhone |      |                                  |

| Hanoi 28 agosto 1998 | Malaysia | 0 – 0 | Laos | San Hanoi Stadium (15000 spett.) |

| Hanoi 28 agosto 1998 | Vietnam | 0 – 0 | Singapore | San Hanoi Stadium (15000 spett.) |

| Hanoi 30 agosto 1998 | Singapore | 4 – 1                      | Laos | San Hanoi Stadium (15000 spett.) |
| \| \| \| \| \| Zulkarnaen Zainal 3’ Ahmad Latiff Kamaruddin 9’ 15’ Rudy Khairon Daiman 58’ \| Marcatori \| 30’ Phonphachanh Kholadeth \| |           |                            |      |                                  |
| |           |                            |      |                                  |
| Zulkarnaen Zainal 3’ Ahmad Latiff Kamaruddin 9’ 15’ Rudy Khairon Daiman 58’                                                              | Marcatori | 30’ Phonphachanh Kholadeth |      |                                  |

| Hanoi 30 agosto 1998                                  | Vietnam   | 1 – 0 | Malaysia | San Hanoi Stadium (15000 spett.) |
| \| \| \| \| \| Nguyen Hong Son 50’ \| Marcatori \| \| |           |       |          |                                  |
|                                                       |           |       |          |                                  |
| Nguyen Hong Son 50’                                   | Marcatori |       |          |                                  |

## Scontri a eliminazione diretta
|  | Semifinali | Semifinali | Semifinali |         |           | Finale      | Finale      | Finale      |  |
|  |            |            |            |         |           |             |             |             |  |
|  | Vietnam    | Vietnam    | 3          |         |           |             |             |             |  |
|  | Vietnam    | Vietnam    | 3          |         |           |             |             |             |  |
|  | Thailandia | Thailandia | 0          |         |           |             |             |             |  |
|  | Thailandia | Thailandia | 0          |         | Singapore | Singapore   | 1           |             |  |
|  |            |            |            |         | Singapore | Singapore   | 1           |             |  |
|  |            |            | Vietnam    | Vietnam | 0         |             |             |             |  |
|  | Singapore  | Singapore  | Vietnam    | Vietnam | 0         | 2           |             |             |  |
|  | Singapore  | Singapore  |            |         |           | 2           |             |             |  |
|  | Indonesia  | Indonesia  | 1          |         |           | Terzo Posto | Terzo Posto | Terzo Posto |  |
|  | Indonesia  | Indonesia  | 1          |         |           |             |             |             |  |
|  |            |            |            |         |           |             |             |             |  |
|  |            |            |            |         |           | Indonesia   | Indonesia   | 3 (5)       |  |
|  |            |            |            |         |           | Indonesia   | Indonesia   | 3 (5)       |  |
|  |            |            |            |         |           | Thailandia  | Thailandia  | 3 (4)       |  |

### Semifinali
| Hanoi 3 settembre 1998                                                                      | Vietnam   | 3 – 0 | Thailandia | San Hanoi Stadium (23000 spett.) |
| \| \| \| \| \| Truong Viet Hoang 15’ Nguyen Hong Son 70’ Van Sy Hung 80’ \| Marcatori \| \| |           |       |            |                                  |
|                                                                                             |           |       |            |                                  |
| Truong Viet Hoang 15’ Nguyen Hong Son 70’ Van Sy Hung 80’                                   | Marcatori |       |            |                                  |

| Ho Chi Minh 3 settembre 1998                                                        | Singapore | 2 – 1                | Indonesia | Thống Nhất Stadium (7000 spett.) |
| \| \| \| \| \| Rafi Ali 12’ Nazri Nasir 30’ \| Marcatori \| 34’ Miro Baldo Bento \| |           |                      |           |                                  |
|                                                                                     |           |                      |           |                                  |
| Rafi Ali 12’ Nazri Nasir 30’                                                        | Marcatori | 34’ Miro Baldo Bento |           |                                  |

### Finale per il 3º posto
| Ho Chi Minh 5 settembre 1998 | Indonesia            | 3 – 3                                                                              | Thailandia | Thống Nhất Stadium (5000 spett.) |
| \| \| \| \| \| Kurniawan Dwi Yulianto 16’ Aji Santoso 33’ Yusuf Ekodono 89’ \| Marcatori \| 18’ Chaichan Knewsen 42’ Worrawoot Srimaka 44’ Kowit Foythong \| \| Uston Nawawi Bima Sakti Yusof Ekodono Kuncoro Imam Riyadi \| Tiri di rigore 5 – 4 \| Choketawee Promrut Anan Punsanai Songserm Maperm Therdsak Chaiman Kritsada Piandit \| |                      |                                                                                    |            |                                  |
| |                      |                                                                                    |            |                                  |
| Kurniawan Dwi Yulianto 16’ Aji Santoso 33’ Yusuf Ekodono 89’ | Marcatori            | 18’ Chaichan Knewsen 42’ Worrawoot Srimaka 44’ Kowit Foythong                      |            |                                  |
| Uston Nawawi Bima Sakti Yusof Ekodono Kuncoro Imam Riyadi | Tiri di rigore 5 – 4 | Choketawee Promrut Anan Punsanai Songserm Maperm Therdsak Chaiman Kritsada Piandit |            |                                  |

### Finale
| Hanoi 5 settembre 1998                           | Singapore | 1 – 0 | Vietnam | San Hanoi Stadium (25000 spett.) |
| \| \| \| \| \| Sasi Kumar 65’ \| Marcatori \| \| |           |       |         |                                  |
|                                                  |           |       |         |                                  |
| Sasi Kumar 65’                                   | Marcatori |       |         |                                  |

## Classifica marcatori
4 goal
- Myo Hlaing Win

3 goal
- Aji Santoso
- Miro Baldo Bento
- Aung Khine
- Alfredo Razón González
- Ahmad Latiff Kamaruddin
- Worrawoot Srimaka
- Nguyen Hong Son

2 goal
- Bima Sakti
- Widodo Putro
- Rafi Ali
- Kritsada Piandit
- Lê Huỳnh Đức

1 goal
- Kurniawan Dwi Yulianto
- Uston Nawawi
- Yusuf Ekodono

1 goal
- Channiphone Keolakhone
- Phonphachanh Kholadeth
- Win Htike
- Nazri Nasir
- Rudy Khairon Daiman
- Sasi Kumar
- Zulkarnaen Zainal
- Chaichan Knewsen
- Kairung Threjagsang
- Kowit Foythong
- Therdsak Chaiman
- Nguyen Van Sy
- Truong Viet Hoang
- Van Sy Hung

Own goal
- Yusuf Ekodono
- Min Aung
- Min Thu